# Don Cheadle
Pour les articles homonymes, voir Cheadle.
Donald Frank Cheadle, Jr., dit Don Cheadle (prononcé en anglais : [dɑn ˈt͡ʃiːdəl]), est un acteur et producteur de cinéma américain, né le 29 novembre 1964 à Kansas City (Missouri).
Nommé pour l'Oscar du meilleur acteur pour son interprétation de Paul Rusesabagina dans Hôtel Rwanda (2004), il est également connu pour ses rôles de Basher Tarr dans la trilogie Ocean's et Marty Kaan dans la sitcom House of Lies, grâce auquel il remporte un Golden Globe du meilleur acteur dans une série télévisée musicale ou comique. 
Cheadle intègre la franchise cinématographique produite par Marvel Studios à partir du film Iron Man 2 (2010), dans le rôle du colonel James Rhodes, qu'il continue à tenir dans Iron Man 3 (2013), Avengers : L'Ère d'Ultron (2015), Captain America: Civil War (2016), Avengers: Infinity War (2018) et Avengers: Endgame (2019).

## Biographie

### Révélation (années 1980 et 1990)
Diplômé en art à l'université de Denver, Don Cheadle passe de nombreuses auditions qui aboutiront en 1986 à une participation à la série télévisée Fame. Après une apparition dans Les Zéros de conduite (en) (Moving Violations), sa carrière sur grand écran décolle en 1987 grâce à John Irvin, qui lui confie le rôle du soldat Washburn dans Hamburger Hill, puis à Dennis Hopper qui l'engage sur le tournage de Colors en 1988. En 1990, il apparaît aussi en tant que Ice Tray dans la série Le Prince de Bel-Air aux côtés de Will Smith.
De 1993 à 1995, il tient son premier rôle régulier important à la télévision avec celui du procureur John Littleton dans la série Un drôle de shérif. Il quitte la série pour se concentrer sur le cinéma.
En 1995, il s'impose comme un des meilleurs seconds rôles du cinéma américain. Il donne ainsi la réplique à Denzel Washington dans Le Diable en robe bleue, Tommy Lee Jones dans Volcano (1997), Mark Wahlberg dans Boogie Nights (1998), Warren Beatty dans Bulworth (id.), Nicolas Cage dans Family Man (2000), Gary Sinise dans Mission to Mars (id.), John Travolta dans Opération Espadon (2001).

### Confirmation critique (années 2000)

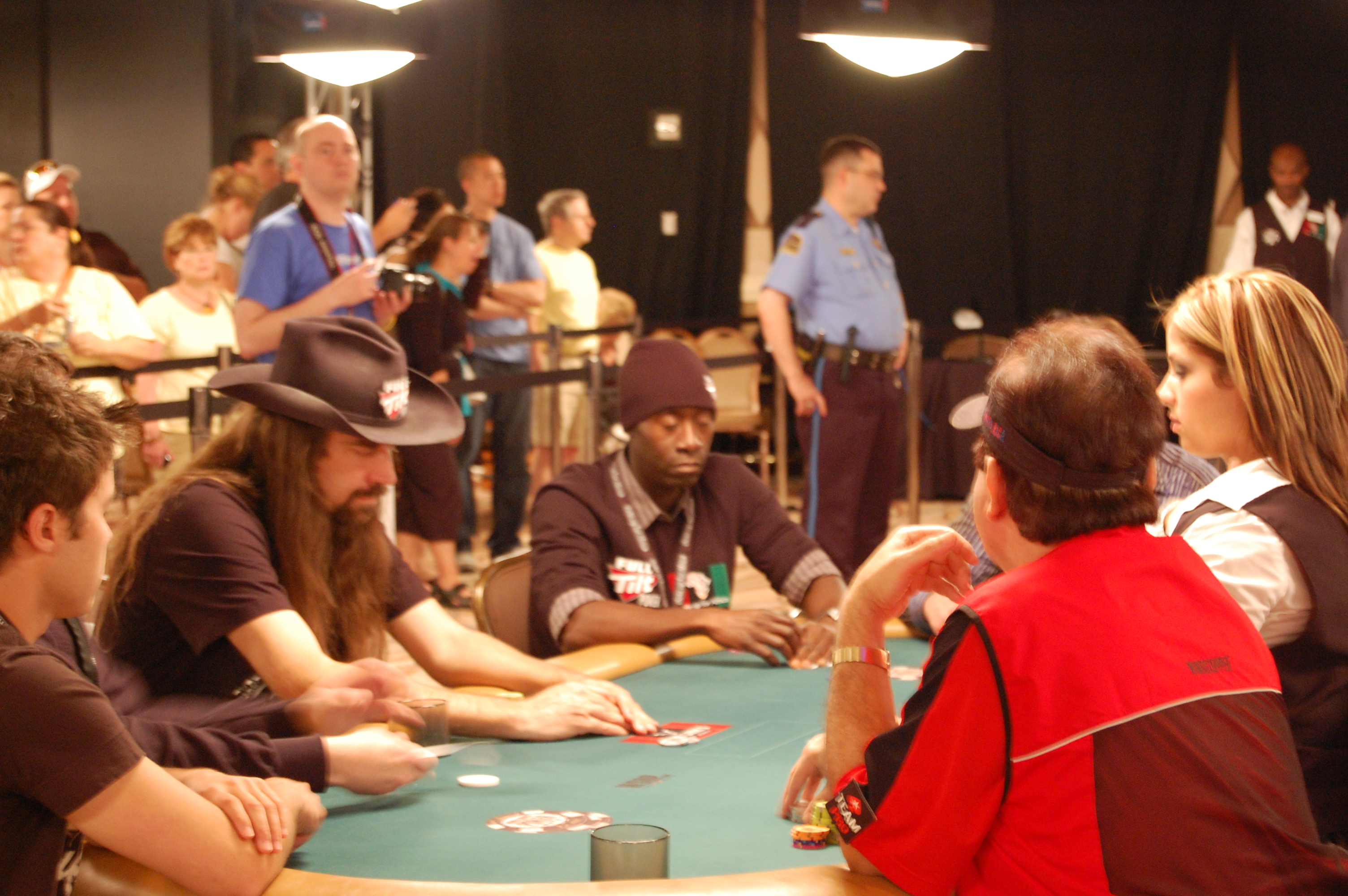
L'acteur jouant au poker à l'évènement Ante Up For Africa, à Las Vegas.

En 1998, il entame une collaboration avec le cinéaste Steven Soderbergh en incarnant un malfrat boxeur dans Hors d'atteinte. Il est ensuite un flic tenace dans Traffic puis un braqueur cool dans Ocean's Eleven (2001) et ses suites, sorties en 2004 et 2007.
C'est cependant vers la télévision qu'il se tourne pour des premiers rôles : en 1998, il prête ses traits à Sammy Davis, Jr. dans le biopic musical Les Rois de Las Vegas, de Rob Cohen, et en 1999, il est la tête d'affiche de A Lesson Before Dying (en). En 2002, il revient vers la télévision pour quatre épisodes de la saison 9 de la série médicale Urgences.
En 2003, il joue dans le film indépendant The United States of Leland, écrit et réalisé par Matthew Ryan Hoge, mais l'année suivante va marquer un tournant. Tout d'abord, il évolue dans le drame politique The Assassination of Richard Nixon, de Niels Mueller ; puis il fait partie du casting choral de l'acclamé et oscarisé  Collision, de Paul Haggis, qu'il produit également. Enfin, il joue dans la comédie d'action Coup d'éclat, portée par le tandem glamour Pierce Brosnan / Salma Hayek. Mais surtout, il est la tête d'affiche du drame historique Hotel Rwanda, co-écrit et réalisé par Terry George.
Sa performance lui vaut plusieurs prix et nominations. Fort de ce succès, il souhaite tourner lui-même l'adaptation d'un roman d'Elmore Leonard, Tishomingo Blues, dans lequel il se met en scène aux côtés de Matthew McConaughey ; le projet n'a cependant pas abouti. Après son rôle dans Hotel Rwanda en 2004, qui relate le génocide rwandais du début des années 1990, il s'engage pour cette cause. En janvier 2005, il se rend au Soudan avec 5 membres du Congrès pour visiter des camps de réfugiés et rencontrer des survivants de la guerre civile au Darfour, puis témoigne dans un reportage télévisé.
L'année 2007 lui permet cependant de partage l'affiche d'un autre drame historique, Talk to Me avec Chiwetel Ejiofor, et du drame À cœur ouvert avec Adam Sandler. En 2008, il est aussi l'unique tête d'affiche du film d'action Trahison, écrit et réalisé par Jeffrey Nachmanoff. Le film passe cependant inaperçu.
Il tient aussi le rôle d'un joueur de poker, et cofondateur avec Annie Duke du tournoi Hold'Em à but caritatif Ante Up for Africa,, dont la moitié des sommes engagées est reversée à des associations contre la crise au Darfour.

### Entre blockbusters et télévision (années 2010)

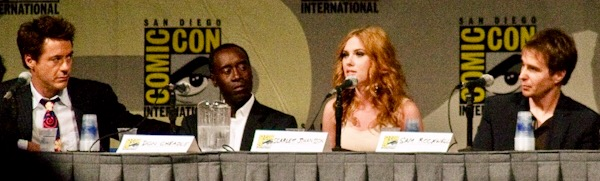
L'acteur avec le casting de Iron Man 2 au Comic-Con de San Diego 2010.

Il se tourne ensuite vers des productions plus commerciales : en 2009, il surprend en tenant un second rôle dans le film jeunesse Palace pour chiens, de Thor Freudenthal, puis joue dans le polar urbain L'Élite de Brooklyn, d'Antoine Fuqua, et en 2011, il partage l'affiche du buddy movie L'Irlandais avec Brendan Gleeson.
Mais surtout, en 2010, il rejoint la franchise Marvel Studios.
Dans Iron Man 2, de Jon Favreau, sorti en 2010, il prête ses traits au lieutenant-colonel James Rhodes, alias War Machine, remplaçant au débotté l'acteur Terrence Howard. Le film est un énorme succès commercial,.
Il signe aussi pour le premier rôle d'une nouvelle série télévisée,House of Lies. La fiction est lancée le 8 janvier 2012 et se conclut en juin 2016, au bout de cinq saisons. L'acteur décroche en 2013 le Golden Globe dans la catégorie « Meilleur acteur d'une comédie télévisée ». La série lui permet aussi de s'essayer à la mise en scène, filmant quatre épisodes.
Parallèlement, il continue à évoluer au cinéma. En 2012, il retrouve Denzel Washington pour le drame Flight, de Robert Zemeckis.
Durant l'été 2014, il lance une campagne de financement participatif sur Indiegogo pour un film sur Miles Davis, intitulé Miles Ahead, dont il sera aussi le réalisateur. Il a récolté 343 494 dollars, soit 18 494 dollars de plus que la somme demandée. Le projet ne veut pas être un biopic ordinaire, et se construit sur « le parallèle entre Miles en 1979 à la fin de sa période de silence, ces cinq années durant lesquelles il n'a ni joué ni enregistré, et les 10 ans durant lesquels il est avec Frances Taylor Davis, à l'époque l'amour de sa vie et sa muse. » Pour les besoins du film, Don Cheadle a appris la trompette, bien que les enregistrements de Miles soient utilisés pour la bande-son.
Il participe aussi au projet du documentaire Les Fantômes du roi Léopold (King Leopold's Ghost), inspiré du livre controversé d'Adam Hochschild) en tant que narrateur ; documentaire qui a, par ailleurs, remporté de nombreux prix à travers le monde[réf. nécessaire].
Et surtout, il continue à incarner War Machine dans Iron Man 3 (2013), Avengers : L'Ère d'Ultron (2015), Captain America : Civil War (2016) et Avengers: Infinity War (2018).
Lors de la campagne pour l'élection présidentielle américaine de 2016, il soutient Hillary Clinton.
En avril 2017, il apparait dans le clip de la chanson DNA. du rappeur Kendrick Lamar.

## Filmographie

### Cinéma
- 1979 : Ernie le chevalier lumière (The Electric Knight) : L'agresseur au début du film pilote de 43 minutes.
- 1985 : Les Zéros de conduite (Moving Violations) de Neal Israel : l'employé de Juicy Burgers
- 1986 : Punk de Carl Franklin
- 1987 : Hamburger Hill de John Irvin : soldat Washburn
- 1988 : Colors de Dennis Hopper : Rocket
- 1992 : Roadside Prophets d'Abbe Wool : gérant du Happy Days
- 1993 : Meteor Man de Robert Townsend : Goldilocks
- 1995 : Dernières Heures à Denver (Things to Do in Denver When You're Dead) de Gary Fleder : Rooster
- 1995 : Le Diable en robe bleue (Devil in a Blue Dress)  de Carl Franklin : Mouse Alexander
- 1997 : Rosewood de John Singleton : Sylvester Carrier
- 1997 : Volcano de Mick Jackson : Emmit Reese
- 1997 : Boogie Nights de Paul Thomas Anderson : Buck Swope
- 1998 : Bulworth de Warren Beatty : L.D.
- 1998 : Hors d'atteinte (Out of Sight) de Steven Soderbergh : Maurice Miller
- 2000 : Mission to Mars de Brian De Palma : Luke Graham
- 2000 : Family Man (The Family Man) de Brett Ratner : Cash
- 2000 : Traffic de Steven Soderbergh : Montel Gordon
- 2001 : Things Behind the Sun d'Allison Anders : Chuck
- 2001 : Manic (en) de Jordan Melamed : Dr David Monroe
- 2001 : Opération Espadon (Swordfish) de Dominic Sena : l'agent J.T. Roberts
- 2001 : Rush Hour 2 de Brett Ratner : Kenny
- 2001 : Ocean's Eleven de Steven Soderbergh : Basher Tarr (non crédité)
- 2002 : The Hire: Ticker de Joe Carnahan : le passager
- 2003 : The United States of Leland de Matthew Ryan Hoge : Pearl Madison
- 2004 : The Assassination of Richard Nixon de Niels Mueller : Bonny Simmons
- 2004 : Collision (Crash) de Paul Haggis : inspecteur Graham Waters - également producteur
- 2004 : Hotel Rwanda de Terry George : Paul Rusesabagina
- 2004 : Coup d'éclat (After the Sunset) de Brett Ratner : Henri Mooré
- 2004 : Ocean's Twelve de Steven Soderbergh : Basher Tarr
- 2007 : Talk to Me de Kasi Lemmons : Petey Greene
- 2007 : Ocean's Thirteen de Steven Soderbergh : Basher Tarr
- 2007 : À cœur ouvert (Reign over Me) de Mike Binder : Alan Johnson
- 2008 : Trahison (Traitor) de Jeffrey Nachmanoff : Samir Horn
- 2009 : Palace pour chiens (Hotel for Dogs) de Thor Freudenthal : Bernie
- 2010 : Iron Man 2 de Jon Favreau : lieutenant-colonel James Rupert  « Rhodey » Rhodes / War Machine
- 2010 : L'Élite de Brooklyn (Brooklyn's Finest) d'Antoine Fuqua : Tango
- 2011 : L'Irlandais (The Guard) de John Michael McDonagh : l'agent du FBI Wendell Everett
- 2012 : Flight de Robert Zemeckis : Hugh Lang
- 2013 : Iron Man 3 de Shane Black : colonel James Rupert  « Rhodey » Rhodes / War Machine / Iron Patriot
- 2015 : Avengers : L'Ère d'Ultron de Joss Whedon : colonel James Rupert « Rhodey » Rhodes / War Machine
- 2015 : Miles Ahead de Don Cheadle : Miles Davis
- 2016 : Captain America: Civil War d'Anthony et Joe Russo : colonel James Rupert  « Rhodey » Rhodes / War Machine
- 2018 : Avengers: Infinity War d'Anthony et Joe Russo : colonel James Rupert « Rhodey » Rhodes / War Machine
- 2019 : Captain Marvel d'Anna Boden et Ryan Fleck : colonel James Rupert « Rhodey » Rhodes / War Machine (scène post-générique, non crédité)
- 2019 : Avengers: Endgame d'Anthony et Joe Russo : colonel James Rupert  « Rhodey » Rhodes / War Machine
- 2021 : Space Jam : Nouvelle Ère de Malcolm D. Lee : Al-G Rhythm
- 2021 : No Sudden Move de Steven Soderbergh
- 2022 : White Noise de Noah Baumbach : Murray Siskind
- 2024 : Unstoppable de William Goldenberg

### Télévision

#### Téléfilms
- 1993 : Jazz dans la nuit (Lush Life) : Jack
- 1996 : L'étoile de Harlem (Rebound: The Legend of Earl "The Goat" Manigault) : Earl « The Goat » Manigault
- 1998 : Les Rois de Las Vegas (The Rat Pack) de Rob Cohen (téléfilm) : Sammy Davis, Jr.
- 1999 : A Lesson Before Dying (en) : Grant Wiggins
- 2000 : Point limite (Fail Safe) : lieutenant Jimmy Pierce

#### Séries télévisées
- 1986 : Le Chevalier Lumière (Sidekicks) : Cholo
- 1990 : Le Prince de Bel-Air (The Fresh Prince of Bel-Air) : Ice Tray
- 1992 : The Golden Palace : Roland Wilson
- 1993-1995 : Un drôle de shérif (Picket Fences) : le procureur John Littleton
- 2003 : Urgences (ER pour Emergency Room) : Paul Nathan
- 2012-2016 : House of Lies : Martin Kaan
- 2018-2020 : La Bande à Picsou (Ducktales) (série d'animation) : Voix modifiée de Donald Duck (saison 1 épisode 23 et saison 3 épisode 2)
- depuis 2019 : Black Monday : Maurice Monroe
- 2020 : Don't Look Deeper : Martin (14 épisodes)
- 2021 : Falcon et le Soldat de l'Hiver (The Falcon and the Winter Soldier) : colonel James Rupert "Rhodey" Rhodes / War Machine
- 2021 : Les Années coup de cœur : Dean adulte en tant que narrateur (9 épisodes)
- 2023 : Secret Invasion : colonel James Rupert "Rodhey" Rhodes / War Machine
- 2023 : Big Mouth : lui-même (voix ; saison 7, épisode 6)

### Jeux vidéo
- 2010 : Iron Man 2 : James Rhodes / War Machine (voix originale)
- 2015 : Marvel: Future Fight : James Rhodes / War Machine
- 2016 : Lego Marvel's Avengers : James Rhodes / War Machine (voix originale)

## Distinctions

### Récompenses
- Los Angeles Film Critics Association Awards 1995 : Meilleur acteur dans un second rôle pour Le Diable en robe bleue
- National Society of Film Critics Awards 1995 : Meilleur acteur dans un second rôle pour Le Diable en robe bleue
- Florida Film Critics Circle Awards 1998 : Meilleure distribution pour Boogie Nights, partagé avec Heather Graham, Luis Guzmán, Philip Baker Hall, Philip Seymour Hoffman, Thomas Jane, Ricky Jay, William H. Macy, Alfred Molina, Julianne Moore, Nicole Ari Parker, John C. Reilly, Burt Reynolds, Robert Ridgely, Mark Wahlberg et Melora Walters
- Golden Globes 1999 :  Meilleur acteur dans un second rôle dans une série, une mini-série ou un téléfilm pour Les Rois de Las Vegas
- Black Reel Awards 2000 : Meilleur acteur pour A Lesson Before Dying
- Black Reel Awards 2001 : Meilleur acteur dans un second rôle pour Traffic
- Screen Actors Guild Awards 2001 : Meilleure distribution pour Traffic partagé avec Steven Bauer, Benjamin Bratt, James Brolin, Erika Christensen, Clifton Collins Jr., Benicio Del Toro, Michael Douglas, Miguel Ferrer, Albert Finney, Topher Grace, Luis Guzmán, Amy Irving, Tomas Milian, D.W. Moffett, Dennis Quaid, Peter Riegert, Jacob Vargas et Catherine Zeta-Jones
- San Diego Film Critics Society Awards 2004 : Récompense spéciale pour ses rôles dans The United States of Leland, The Assassination of Richard Nixon et Hotel Rwanda
- Hollywood Film Festival 2005 : Meilleure distribution pour Collision, partagé avec Sandra Bullock, Matt Dillon, Jennifer Esposito, William Fichtner, Brendan Fraser, Terrence Howard, Ludacris, Thandie Newton, Ryan Phillippe et Larenz Tate
- Satellite Awards 2005 : Meilleur acteur dans un film dramatique pour Hotel Rwanda
- Black Reel Awards 2006 : Meilleur film pour Collision partagé avec Paul Haggis, Mark R. Harris, Robert Moresco, Cathy Schulman et Bob Yari
- Broadcast Film Critics Association Awards 2006 : Meilleure distribution pour Collision
- Independent Spirit Awards 2006 : Meilleur film pour Collision partagé avec Paul Haggis, Mark R. Harris, Robert Moresco, Cathy Schulman et Bob Yari
- Screen Actors Guild Awards 2006 : Meilleure distribution pour Collision partagé avec, Sandra Bullock, Matt Dillon, Jennifer Esposito, William Fichtner, Brendan Fraser, Terrence Howard, Ludacris, Thandie Newton, Ryan Phillippe et Larenz Tate,
- Gotham Awards 2007 : Meilleure distribution pour Talk to Me, partagé avec Cedric the Entertainer, Vondie Curtis-Hall, Chiwetel Ejiofor, Mike Epps, Taraji P. Henson et Martin Sheen
- ShoWest Convention 2007 : Artiste masculin de l'année
- BET Awards 2007 :  prix pour son engagement humanitaire
- British Academy of Film and Television Arts Los Angeles 2008 : prix pour son engagement humanitaire
- Broadcast Film Critics Association Awards 2008 : prix Joel-Siegel
- Black Reel Awards 2012 : Meilleur acteur dans un second rôle pour L'Irlandais
- Golden Globes 2013 : Meilleur acteur dans une série musicale ou comique pour House of Lies[3]
- NAACP Image Awards 2013 : Meilleur acteur dans une série comique pour House of Lies

### Nominations
- New York Film Critics Circle Awards 1995 : Meilleur acteur dans un second rôle pour Le Diable en robe bleue
- Screen Actors Guild Awards 1995 : Meilleure distribution pour une série dramatique pour Un drôle de shérif, partagé avec Kathy Baker, Holly Marie Combs, Kelly Connell, Robert O. Cornthwaite, Fyvush Finkel, Lauren Holly, Costas Mandylor, Justin Shenkarow, Tom Skerritt, Leigh Taylor-Young, Ray Walston et Adam Wylie
- Chicago Film Critics Association Awards 1996 : Meilleur acteur dans un second rôle pour Le Diable en robe bleue
- NAACP Image Awards 1996 : Meilleur acteur dans un second rôle pour Le Diable en robe bleue
- Screen Actors Guild Awards 1996 :
  - Meilleure distribution dans une série dramatique pour Un drôle de shérif
  - Meilleur acteur dans un second rôle pour Le Diable en robe bleue
- NAACP Image Awards 1997 : Meilleur acteur dans un téléfilm où une mini-série pour L'Étoile de Harlem
- NAACP Image Awards 1998 : Meilleur acteur dans un second rôle pour Rosewood
- Screen Actors Guild Awards 1998 : Meilleure distribution pour Boogie Nights, partagé avec Heather Graham, Luis Guzmán, Philip Baker Hall, Philip Seymour Hoffman, Thomas Jane, Ricky Jay, William H. Macy, Alfred Molina, Julianne Moore, Nicole Ari Parker, John C. Reilly, Burt Reynolds, Robert Ridgely, Mark Wahlberg et Melora Walters
- NAACP Image Awards 1999 :
  - Meilleur acteur dans un téléfilm où une mini-série pour Les Rois de Las Vegas
  - Meilleur acteur dans un second rôle pour Bulworth
- Primetime Emmy Awards 1999 :
  - Meilleur acteur dans un second rôle dans une mini-série où un téléfilm pour Les Rois de Las Vegas
  - Meilleur acteur dans une mini-série où un téléfilm pour A Lesson Before Dying
- NAACP Image Awards 2000 : Meilleur acteur dans un téléfilm où une mini-série pour A Lesson Before Dying
- Satellite Awards 2000 : Meilleur acteur dans une mini-série ou un téléfilm pour A Lesson Before Dying
- Blockbuster Entertainment Awards 2001 : Meilleur acteur dans un second rôle pour Family Man
- Independent Spirit Awards 2002 : Meilleur acteur pour Things Behind the Sun
- MTV Movie Awards 2002 : Meilleure équipe à l'écran pour Ocean's Eleven, partagé avec Casey Affleck, Scott Caan, George Clooney, Matt Damon, Elliott Gould, Eddie Jemison, Bernie Mac, Brad Pitt, Shaobo Qin et Carl Reiner
- Primetime Emmy Awards 2002 : Meilleur acteur dans un second rôle pour Things Behind the Sun
- Primetime Emmy Awards 2003 : meilleur acteur invité dans une série télévisée dramatique pour Urgences
- Washington DC Area Film Critics Association Awards 2004 : Meilleur acteur pour Hotel Rwanda
- BET Awards 2005 : 
  - Meilleur acteur pour Hotel Rwanda
  - Meilleur acteur pour Collision
  - Meilleur acteur pour Ocean's Twelve et After the Sunset
- BET Comedy Awards 2005 : Meilleur acteur pour Ocean's Twelve
- Black Movie Awards 2005 :
  - Meilleur acteur pour Collision
  - Meilleur film pour Collision (en tant que producteur), partagé avec Paul Haggis, Mark R. Harris, Robert Moresco, Cathy Schulman et Bob Yari
- Black Reel Awards 2005 : Meilleur acteur pour Hotel Rwanda
- Blockbuster Entertainment Awards 2005 :
  - Meilleur acteur pour Hotel Rwanda
  - Meilleure distribution pour Ocean's Twelve, partagé avec George Clooney, Matt Damon, Andy Garcia, Bernie Mac, Brad Pitt, Julia Roberts et Catherine Zeta-Jones
- Dallas-Fort Worth Film Critics Association Awards 2005 : Meilleur acteur pour Hotel Rwanda
- Golden Globes 2005 : Meilleur acteur dans un film dramatique pour Hotel Rwanda
- Gotham Awards 2005 : Meilleure distribution pour Collision
- NAACP Image Awards  2005 :
  - Meilleur acteur pour Hotel Rwanda
  - Meilleur acteur dans un second rôle pour Ocean's Twelve
- MovieGuide Awards 2005 : Meilleur acteur pour Hotel Rwanda
- Online Film Critics Society Awards 2005 : Meilleur acteur pour Hotel Rwanda
- Oscars 2005 : Meilleur acteur pour Hotel Rwanda
- Screen Actors Guild Awards 2005 :
  - Meilleur acteur dans un premier rôle pour Hotel Rwanda
  - Meilleure distribution pour Hotel Rwanda, partagé avec Nick Nolte, Sophie Okonedo et Joaquin Phoenix
- BAFTA Awards 2006 : 
  - Meilleur acteur dans un second rôle pour Collision
  - Meilleur film pour Collision (en tant que producteur), partagé avec Cathy Schulman et Bob Yari
- Black Reel Awards 2006 : Meilleur acteur pour Collision
- NAACP Image Awards 2006 : Meilleur acteur dans un second rôle pour Collision
- London Critics Circle Film Awards 2006 : Meilleur acteur pour Hotel Rwanda  et Collision
- Screen Actors Guild Awards 2006 :  Meilleur acteur dans un second rôle pour Collision
- Satellite Awards 2007 : Meilleur acteur dans un film musical ou une comédie pour Talk to Me
- Teen Choice Awards 2007 : Meilleure alchimie pour Ocean's Thirteen, partagé avec George Clooney, Casey Affleck, Scott Caan, Matt Damon, Andy Garcia, Elliott Gould, Eddie Izzard, Eddie Jemison, Bernie Mac, Brad Pitt, Shaobo Qin et Carl Reiner
- BET Awards 2008 : Meilleur acteur pour Ocean's Thirteen et Talk to Me
- Black Reel Awards 2008 :
  - Meilleur acteur pour Trahison
  - Meilleur film pour Trahison, partagé avec Todd Lieberman, Jeffrey Silver et David Hoberman
- NAACP Image Awards 2008 : Meilleur acteur pour Talk to Me
- Independent Spirit Awards 2008 : Meilleur acteur pour Talk to Me
- NAACP Image Awards 2009 : Meilleur acteur pour Trahison
- BET Awards 2010 : Meilleur acteur pour L'Élite de Brooklyn
- BET Awards 2011 : Meilleur acteur pour Iron Man 2
- Black Reel Awards 2011 : Meilleur acteur pour L'Élite de Brooklyn
- People's Choice Awards 2011 :
  - Meilleure équipe à l'écran pour Iron Man 2, partagé avec Robert Downey Jr.
  - Meilleur combat pour Iron Man 2, partagé avec Robert Downey Jr.
- BET Awards 2012 : Meilleur acteur pour House of Lies et L'Irlandais
- Irish Film and Television Awards 2012 : Meilleur acteur pour L'Irlandais
- Emmy Awards 2012 : Meilleur acteur pour House of Lies
- Satellite Awards 2012 : Meilleur acteur dans une série musicale ou comique pour House of Lies
- BET Awards 2013 : Meilleur acteur pour House of Lies et Flight
- NAACP Image Awards 2013 : Meilleur acteur pour Flight
- NAMIC Vision Awards 2013 : Meilleur acteur dans une série dramatique pour House of Lies
- Primetime Emmy Awards 2013 : Meilleur acteur pour House of Lies
- Golden Globes 2021 : Golden Globe du meilleur acteur dans une série télévisée musicale ou comique pour Black Monday

## Voix francophones
En version française, Don Cheadle est doublé par plusieurs comédiens entre les années 1980 et 2000. Lucien Jean-Baptiste est sa voix la plus régulière, le doublant entre 1998 et 2009, dans Bulworth, la trilogie Ocean's, Collision, Hôtel Rwanda, À cœur ouvert, Trahison, Palace pour chiens et L'Élite de Brooklyn. Marc Saez le double tout de même entre 1996 et 2003 dans L'Étoile du Bronx, Point limite, Mission to Mars, Rush Hour 2, The United States of Leland et Urgences.
Quant à Jean-Paul Pitolin, il le double dans Family Man, Opération Espadon, The Assassination of Richard Nixon et Coup d'éclat tandis que Serge Faliu le double à deux reprises dans Volcano et Hors d'atteinte. Enfin, durant cette période, il est doublé à titre exceptionnel par Franck Baugin dans Hamburger Hill, Med Hondo dans Colors, William Coryn dans Le Prince de Bel-Air, Thierry Mercier dans Un drôle de shérif, José Dalmat dans Le Diable en robe bleue, Lionel Henry dans Boogie Nights, Bruno Dubernat dans Les Rois de Las Vegas et Christophe Aquilon dans Traffic.
Depuis le début des années 2010, Sidney Kotto est la voix de Don Cheadle dans la quasi-intégralité de ses apparitions. Il le double dans l'univers cinématographique Marvel, L'Irlandais, Flight, Black Monday, No Sudden Move et Space Jam : Nouvelle Ère.
En parallèle, Philippe Allard le double dans House of Lies tandis que Serge Faliu le retrouve en 2012 dans 30 Rock, de même que Jean-Paul Pitolin qui le retrouve en 2015 dans Miles Ahead. Il est aussi doublé en 2024 par Frantz Confiac dans Inarrêtable.
En version québécoise, François L'Écuyer est la voix québécoise régulière de l'acteur, le doublant notamment dans Mission sur Mars, Père de famille, Opération Swordfish, la trilogie L'inconnu de Las Vegas, Hôtel Rwanda, Complot au crépuscule, L'Élite de Brooklyn ou encore l'univers cinématographique Marvel.
James Hyndman le double à trois reprises dans Trafic, Heure limite 2 et Crash tandis que Daniel Lesourd le double dans Nuits endiablées.